# Scotland Island
Scotland Island, est une île située dans le nord de Sydney, dans l'État de Nouvelle-Galles du Sud en Australie. L'île se trouve dans la baie de Pittwater, à environ 30 kilomètres au nord du quartier central des affaires de Sydney et dépend administrativement du Conseil de Pittwater.

## Géographie
Le diamètre de l'île est inférieur à un kilomètre, avec une superficie de 52 hectares et elle s'élève à 120 mètres au-dessus du niveau de la mer. L'île est située à l'ouest de la banlieue de Newport, à l'est du Parc national Ku-ring-gai Chase, et au nord à environ 400 mètres des banlieues de Church Point et Bayview. 
Il y a environ 18.000 ans, Scotland Island était une colline dans une vallée de rivière dans le bassin de Sydney. Après la dernière glaciation, le niveau des mers a augmenté, inondant la vallée, formant Pittwater et Scotland Island. Il y a beaucoup de petites plages sur l'île, constituées principalement de boue, de mangroves et de roches. Il n'y a pas de rivières ou de falaises, mais quelques petites grottes vers le sommet de l'île. Le sommet de l'île est constitué de grès et la partie inférieure est constituée de schiste.

## Histoire
La première exploration de l'île date de 1788, peu de temps après la mise en place d'une colonie pénitentiaire à Sydney Cove. L'île a été initialement nommée l'île Pitt par Arthur Phillip, le gouverneur de la colonie, en l'honneur de William Pitt, premier ministre à l'époque. Le premier colon européen à posséder des terres sur l'île est Andrew Thompson qui y crée une saline. Il rebaptise l'île Scotland Island en hommage à sa patrie natale, l'Écosse. Il construit ensuite des bateaux sur l'île jusqu'à sa mort en 1810. L'île est vendue par la suite à plusieurs reprises au XIXe siècle avant d'être sous-divisé et vendue par lots en 1906. Vers 1900, on extrayait le sel de l'eau de mer près de ce qui est maintenant connu sous le nom de « Tennis Court Wharf ».
Des résidents permanents ont élu domicile sur l'île dans les années 1960 et la connexion électrique de l'île a été réalisée en 1967. Des fermes de moutons se trouvaient sur l'île à cette époque, mais maintenant la majorité des travailleurs font la navette vers le continent.

## Démographie
Scotland Island est l'une des deux îles habitées de la région de Sydney et selon le Bureau australien des statistiques, l'île regroupe 642 habitants en 2006. L'île est accessible par ferry depuis Church Point. La plupart de l'île est constituée de brousse, avec des zones résidentielles regroupant environ 350 maisons autour de l'estran. Il n'y a pas de magasins, de cafés ou des zones industrielles sur l'île.
Les bâtiments non résidentiels de l'île sont une école maternelle, la salle communautaire et la caserne de pompiers. En 2006, un festival des arts et du cinéma a été organisé sur l'île par la communauté. Scotland Island est un centre renommé pour les artistes et les musiciens de Sydney.
Il n'y a pas de route d'accès à l'île et les seuls chemins de l'île ne sont pas asphaltés. Il y a très peu de voitures sur l'île et des plans pour construire un pont routier ou pour faire venir des voitures par ferry n'ont pas été acceptés par la communauté.